# Reuben Humphrey

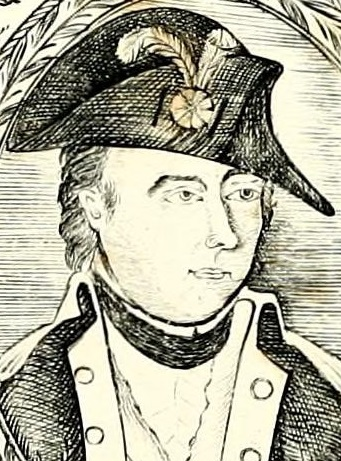
Reuben Humphrey

Reuben Humphrey (* 2. September 1757 in West Simsbury, Colony of Connecticut; † 12. August 1831 bei Marcellus, New York) war ein US-amerikanischer Jurist und Politiker. Zwischen 1807 und 1809 vertrat er den Bundesstaat New York im US-Repräsentantenhaus.

## Werdegang
Reuben Humphrey wurde während der britischen Kolonialzeit in West Simsbury im Hartford County geboren und wuchs dort auf. Er studierte und schloss seine Vorstudien ab. Während des Unabhängigkeitskrieges verpflichtete er sich als Private und wurde später als Captain ausgemustert. Humphrey hielt mehrere lokale Ämter. Er war fünf Jahre lang Aufseher im Newgate State Prison in Simsbury. 1801 lebte er bei Marcellus im Onondaga County. Dort war er zwischen 1804 und 1807 First County Judge.
Als Gegner einer zu starken Zentralregierung schloss er sich in jener Zeit der von Thomas Jefferson gegründeten Demokratisch-Republikanischen Partei an. Bei den Kongresswahlen des Jahres 1806 für den 10. Kongress wurde er im 16. Wahlbezirk von New York in das US-Repräsentantenhaus in Washington, D.C. gewählt, wo er am 4. März 1807 die Nachfolge von Uri Tracy antrat. Da er auf eine erneute Kandidatur im Jahr 1808 verzichtete, schied er nach dem 3. März 1809 aus dem Kongress aus.
Nach seiner Kongresszeit saß er zwischen 1811 und 1815 im Senat von New York. Er war in der Landwirtschaft tätig. Am 12. August 1831 verstarb er bei Marcellus und wurde dann auf dem Old Village Cemetery beigesetzt.